# Silhydrite
La silhydrite è un minerale.